# عامل محفز لتكون الكريات الحمر
عوامل محفزة لتكوين كريات الدم الحمراء أو منشطات هرمون الإريثروبويتين  (بالإنجليزية: Erythropoiesis-stimulating agent)‏ اختصاراً (ESA) هي الأدوية التي تحفز نخاع العظم على تكوين خلايا الدم الحمراء. يتم استخدامها لعلاج فقر الدم المرتبط بأمراض الكلى المزمنة، أو المرتبط بالعلاج الكيميائي، أو العمليات الجراحية الكبيرة، أو بعض علاجات فيروس نقص المناعة البشرية. وبهذه الطريقة تقل الحاجة إلى عمليات نقل الدم. يتم إعطاءها عن طريق الحقن.

## الآثار الجانبية
الآثار الجانبية الشائعة لهذا الدواء قد تشمل آلام المفاصل والطفح الجلدي والقيء والصداع.أما الآثار الجانبية الخطيرة فقد تشمل النوبات القلبية أو السكتة الدماغية أو زيادة نمو السرطان أو عدم تنسج الخلايا الحمراء النقية. ومازال من غير الواضح ما إذا كان الاستخدام آمن أثناء الحمل. وهي تعمل على غرار الإريثروبويتين العادي.

## التاريخ
تمت الموافقة عليها لأول مرة للاستخدام الطبي في الولايات المتحدة في عام 1989. وهي مدرجة في قائمة الأدوية الأساسية لمنظمة الصحة العالمية، والأدوية الأكثر فعالية وآمنة اللازمة في النظام الصحي. ومن العوامل المتاحة تجاريا مثل إيبويتين ألفا وداربوبويتين ألفا، وكذلك البدائل الحيوية.

## اقرأ أيضًَا
- الإريثروبويتين.
- إيبويتين ألفا
- إيبويتين بيتا
- داربوبويتين ألفا
- ميثوكسي بولي إيثيلين جلايكول-إيبويتين بيتا.